# Rolls-Royce Spectre
Rolls-Royce Spectre — полноразмерный электромобиль класса люкс компании Rolls-Royce Motor Cars.
Запас хода Rolls-Royce Spectre по стандарту EPA — 425 км, по версии WLTP — 517 км. Аккумуляторная батарея массой 700 кг.
Дизайн Spectre имеет схожую форму кузова с купе Wraith, на замену которому он придёт. Также их роднит наличие дверей заднепетельного типа.

## Галерея

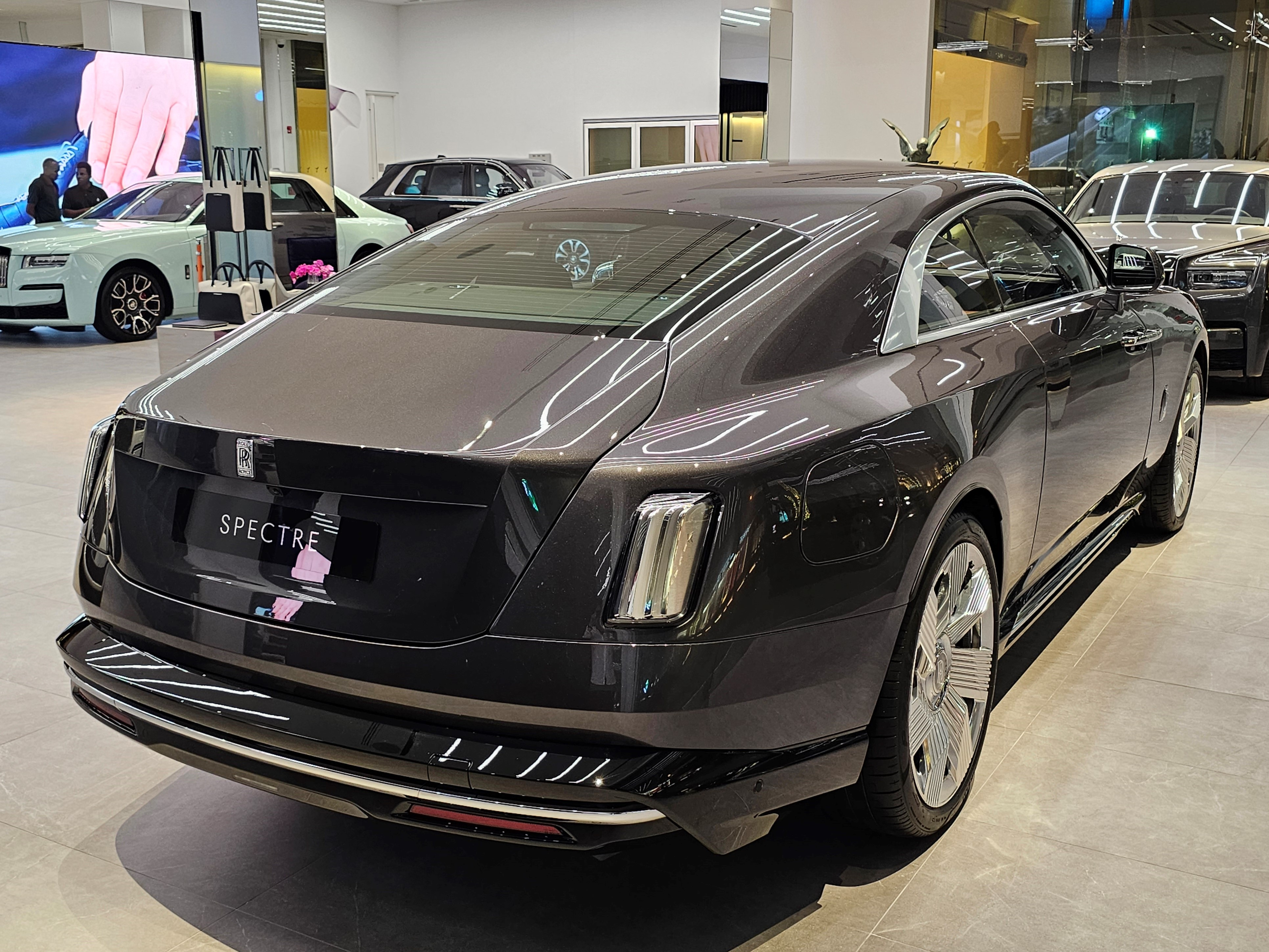
Вид сзади
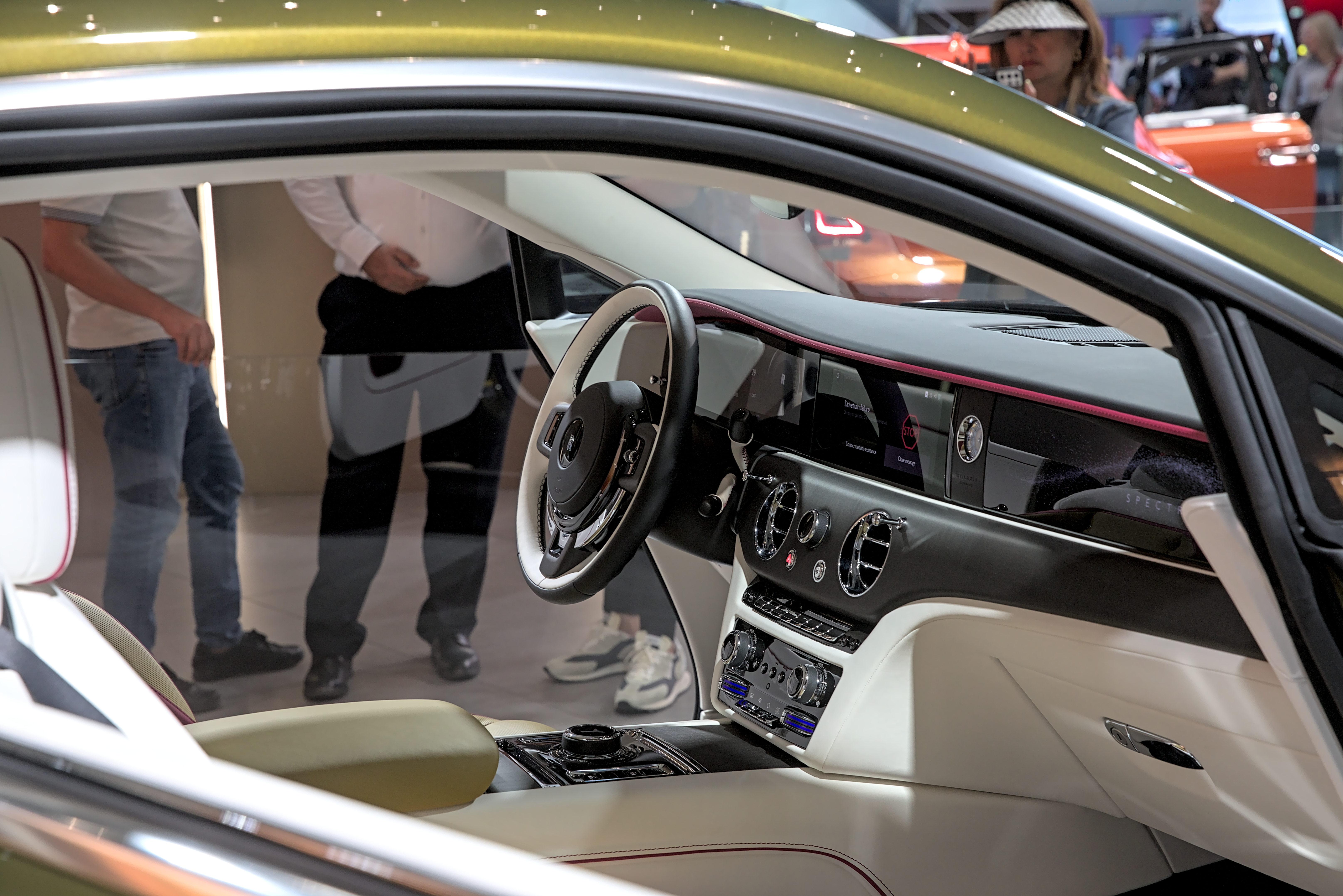
Интерьер
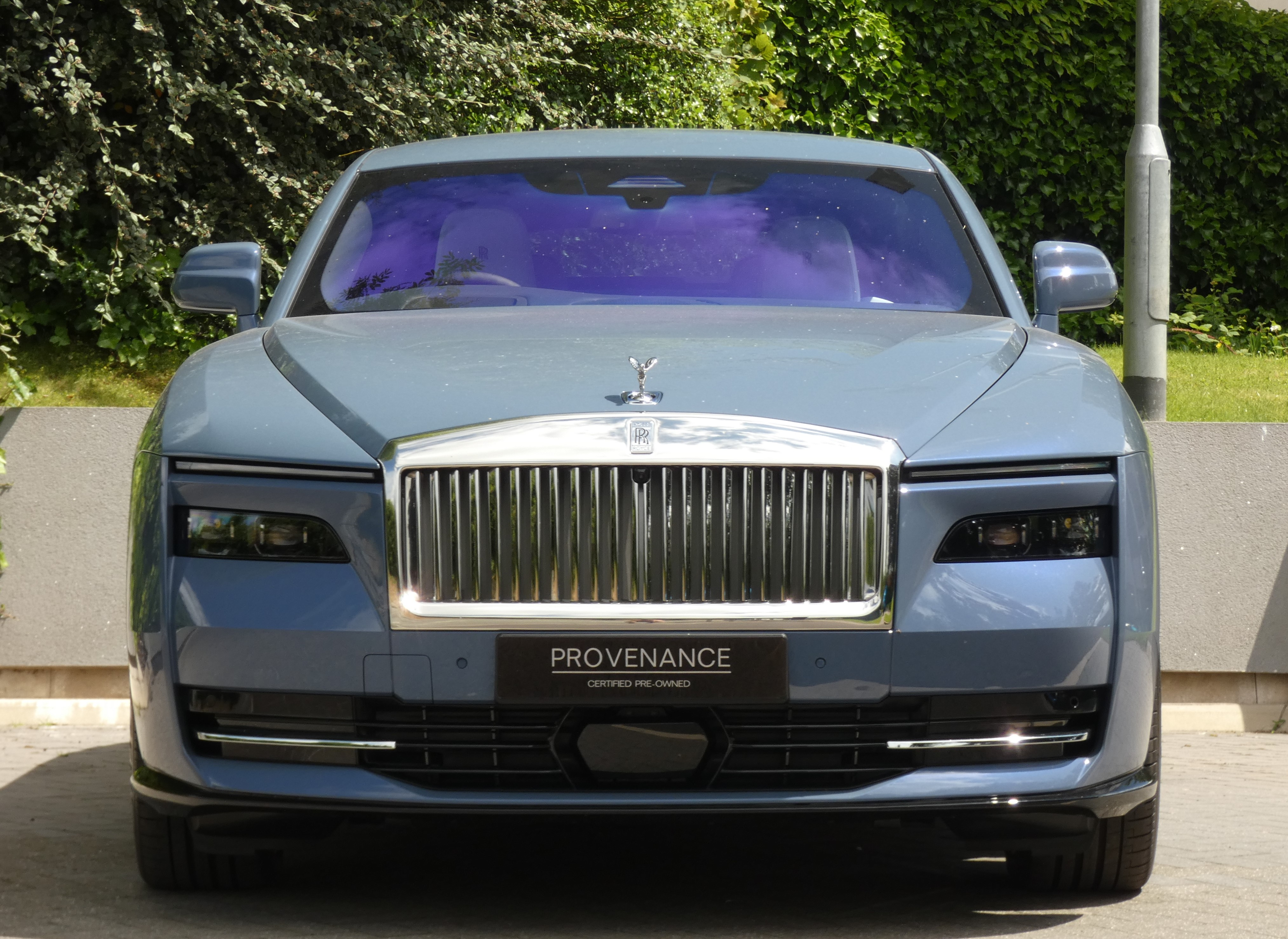
Вид спереди
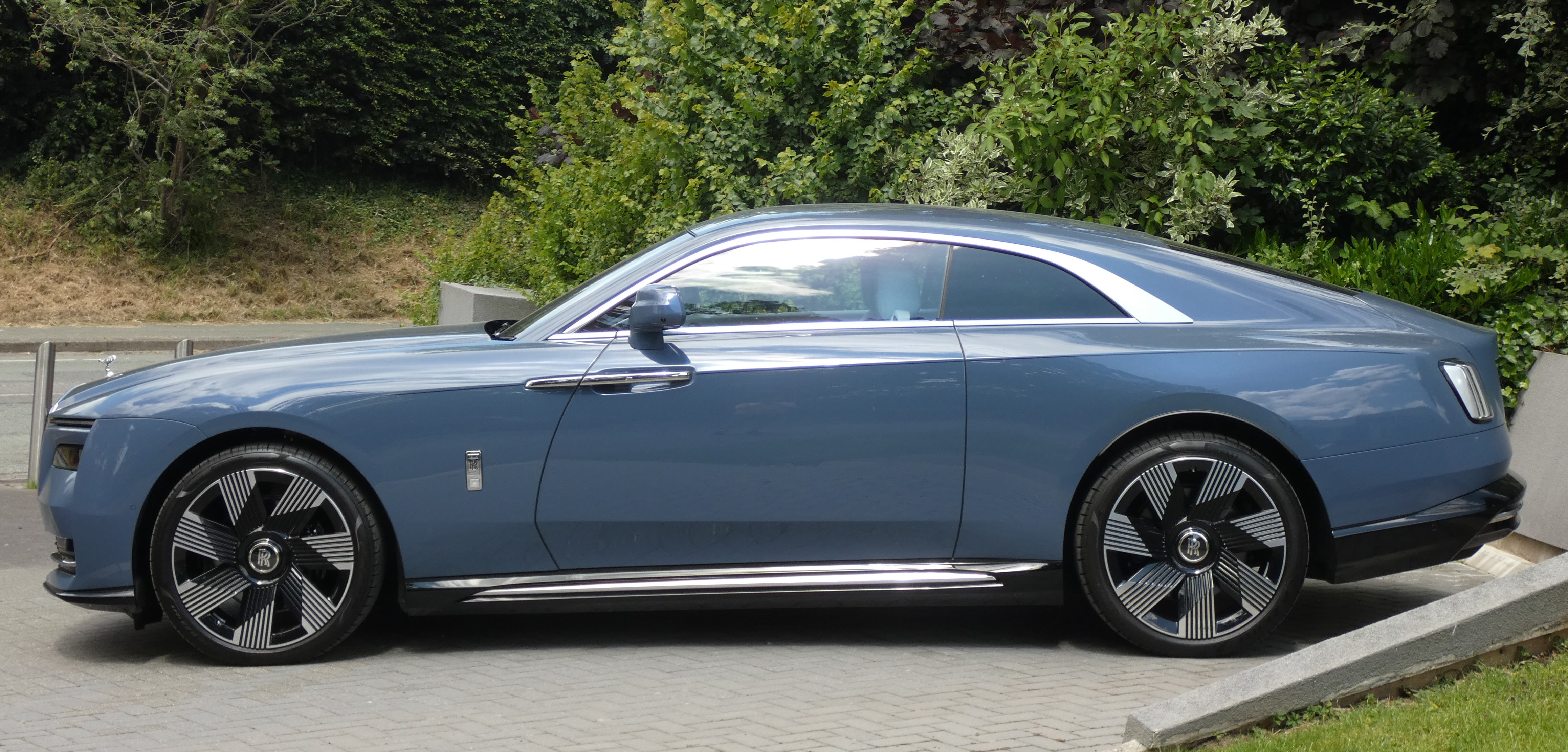
Вид сбоку